# Henri Dunant
Jean Henri Dunant, även Henry Dunant, född 8 maj 1828 i Genève i Schweiz, död 30 oktober 1910 i Heiden i Appenzell Ausserrhoden i Schweiz, var en schweizisk affärsman.
Dunant var social aktivist, Röda korsets grundare och den första mottagaren av Nobels fredspris som han delade med Frédéric Passy. Hans liv präglades av stora kontraster. Ett exempel på detta är att han växte upp i en välbärgad familj, men dog ensam på ett fattighus.
Hans dopnamn var Jean-Henri, men han använde vanligen bara Henri eller Henry själv.[källa behövs]

## Uppväxt och utbildning
Henri Dunant föddes i Genève som äldste son till affärsmannen Jean-Jacques Dunant och Antoinette Dunant-Colladon. Familjen bekände sig till kalvinismen och hade stort inflytande i Genèves samhällsliv. Arbete, sparsamhet och kristen fromhet var dygder som betonades i den miljö där Dunant växte upp. Båda föräldrarna var engagerade i välgörenhetsarbete, fadern till förmån för föräldralösa och modern med sjuka och svaga. Detta kan ha bidragit till att Henri Dunant utvecklade en stark känsla för vikten och värdet av frivilligarbete. Vid ett besök på ett av stadens fängelser fick han möta fångar och berördes av deras lidande. Han började besöka fängelset på söndagarna, och ägnade sig då åt högläsning ur Bibeln och ur reseberättelser.
Henri Dunant växte upp i en tid av religiös väckelse, på franska kallad Grand Réveil. Arton år gammal blev han medlem i Genéves sällskap för utdelning av allmosor. Året därpå var han med och grundade La Réunion du jeudi (ungefär Torsdagsklubben). Det var en grupp unga män som möttes för att studera Bibeln och hjälpa fattiga. Gruppen inspirerades av den engelska kristna ungdomsorganisationen Kristliga föreningen av unga män (på engelska YMCA) som bildats 1844. Torsdagsklubben hörde talas om föreningens arbete och bildade inspirerade av detta l'Union de Genève. Något offentligt biblioteksväsen fanns inte vid den här tiden. Inom ramen för l'Union de Genèves arbete startades därför en klubb som var öppen för unga som ville läsa böcker och lyssna på föredrag. Bokklubben hade kristen prägel och syftade, utöver ren välgörenhet, till att få unga människor att intressera sig för kristendomen. Den 30 november 1852 blev l'Union de Genève en lokalavdelning inom schweiziska KFUM, Unions chrétiennes de jeunes gens. Henri Dunant blev föreningens internationella sekreterare och började bygga upp ett internationellt nätverk av kontakter. Han var därför centralt placerad när han tre år senare deltog i det möte i Paris där den YMCA:s internationella gren grundades. Dunants stora inflytande under mötet var en av anledningarna till att YMCA:s huvudkontor placerades i Genève.
Som 21-åring hade Henri Dunant tvingats avbryta sin skolgång vid Collège Calvin på grund av dåliga betyg. Han gick därefter i lära vid banken Lullin & Sautter. Han träffade författarinnan Harriet Beecher Stowe som skrivit Onkel Toms stuga och vidtog under sina studier långsträckta resor, under vilka han kom i kontakt med slaveriet. Efter lärotiden fortsatte han som medarbetare på banken. År 1853 besökte Henri Dunant Algeriet, Tunisien och Sicilien på uppdrag av bankens klient Compagnie genevoise des Colonies de Sétif. De hade ekonomiska intressen i trakterna av Sétif på Algeriets nordkust. Trots att han var oerfaren genomförde han resan och inspirerades att skriva reseberättelsen Notice sur la Régence de Tunis, som gavs ut 1858. I den fanns ett kapitel mot slaveriet som gavs ut separat med namnet, L'esclavage chez les musulmans et aux États-Unis d'Amérique.
Henri Dunant grundade ett företag år 1856 som skulle göra affärer i franska kolonier. Efter att ha fått statligt tillstånd, koncession, att driva näring i Algeriet, som var en fransk koloni, startade han Société financière et industrielle des Moulins des Mons-Djémila. Det var ett företag som arbetade med kornproduktion och distribution. På grund av problem med land- och vattenrättigheter och att de franska myndgheterna inte var villiga att samarbeta bestämde han sig för att söka upp den franska kejsaren Napoleon III direkt. Napoleon III var i Lombardiet med sin här och stred på kungariket Sardiniens sida mot Österrike som ockuperat stora delar av det nuvarande Italien. Henri Dunant skrev en insmickrande bok full av lovord över Napoleon III och begav sig till byn Solferino där Napoleon III hade sitt högkvarter.

## Slaget vid Solferino

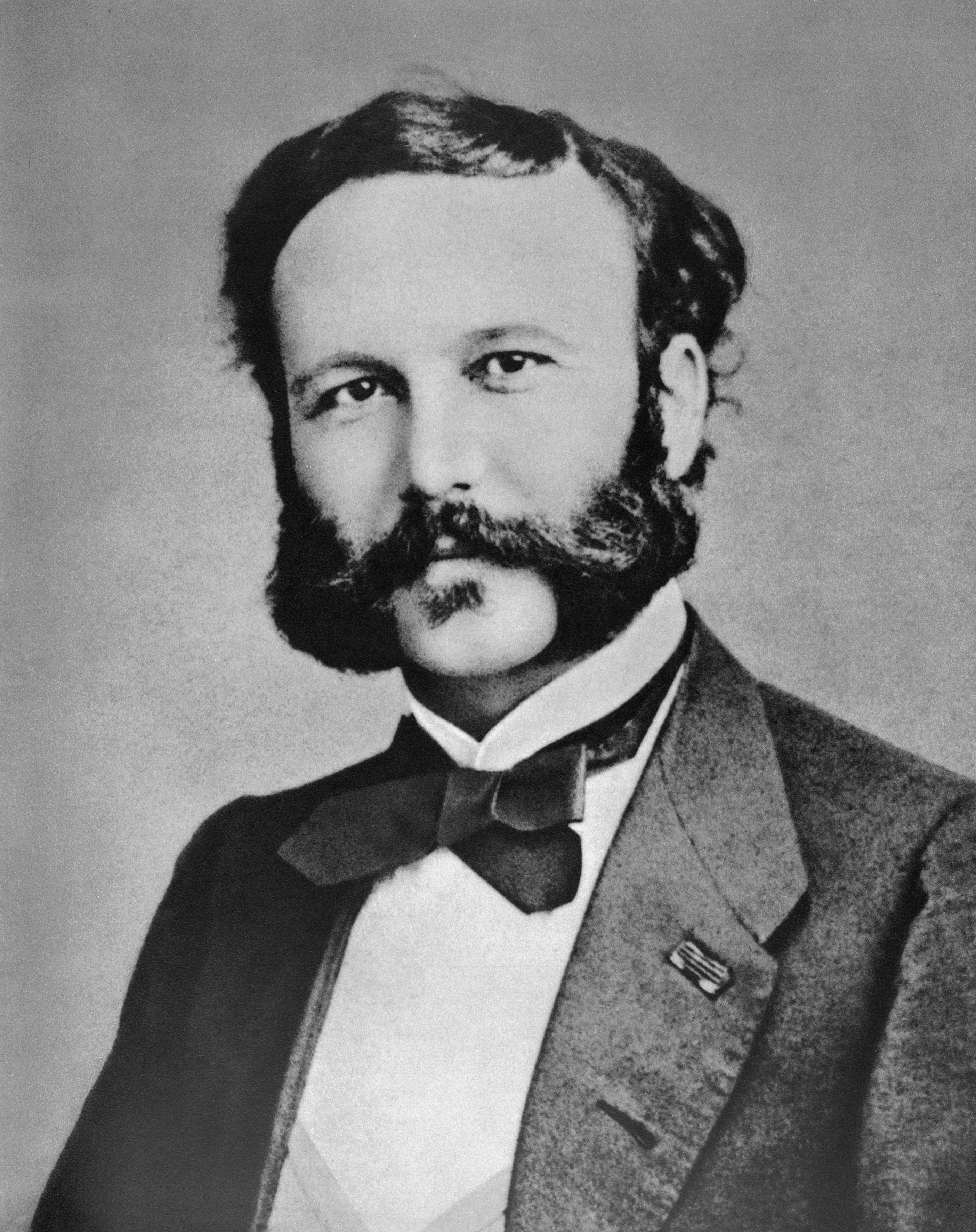
Henri Dunant, cirka 1860.

Henri Dunant kom till Solferino på kvällen den 24 juni 1859. Tidigare under dagen hade ett stort slag mellan de österrikiska och franska arméerna utkämpats på platsen. Omkring 38 000 sårade, döende och döda soldater från båda sidor låg fortfarande kvar på slagfältet. Det gjordes inte mycket för att ta hand om de sårade. Henri Dunant organiserade på eget initiativ en räddningsinsats med hjälp av lokalbefolkningen, framförallt kvinnor från den närliggande byn Castiglione delle Stiviere nära Gardasjön. Det gjordes ingen åtskillnad mellan österrikiska och franska sårade under hjälparbetet. Henri Dunant myntade devisen Tutti fratelli (ungefär "de är alla våra bröder"), som användes som en sorts slogan i samband med insatsen. Han lyckades få tillfångatagna österrikiska läkare frisläppta, så att även de kunde bidra till arbetet. Dunant organiserade också inköp av sjukvårdsmateriel och förnödenheter. En av stadens kyrkor, Chiesa Maggiore, fick fungera som sjukhus.
Under Krimkriget, som utspelat sig några år tidigare, hade Henri Dunant hört talas om Florence Nightingale. Hennes insatser under den konflikten utgjorde en stor inspiration till hans eget agerande. Florence Nightingale hade blivit känd som den vita ängeln. När Henri Dunant kom till Solferino och arbetade på slagfältet bar han vita sommarkläder. Han kallades därför mannen i vitt.

## Röda korset

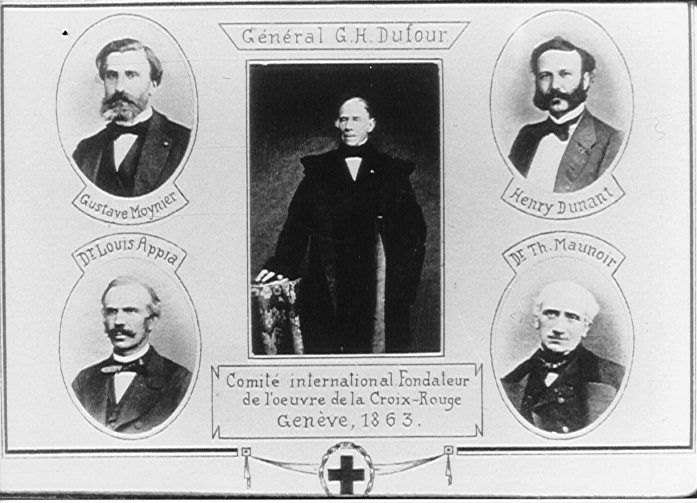
Röda korsets fem grundare.

När Henri Dunant kom tillbaka till Genève skrev han boken Un souvenir de Solferino, på svenska Minnen från Solferino. Han lät trycka boken år 1862 i 1 600 exemplar som han betalade för ur egen ficka. Verket var en stark skildring av slaget, förlusterna och de kaotiska förhållandena efteråt. I boken lanserade han idén om en neutral organisation som tog hand om sårade soldater. Han distribuerade boken till Europas ledande politiker och militära ledare.
Henri Dunant reste också runt i Europa för att presentera sina idéer och hans bok blev väl mottagen. Ordföranden för Société genevoise d'utilité publique, ungefär Genèves förening för offentlig välfärd, juristen Gustave Moynier gjorde boken till tema för ett föreningsmöte den 9 februari 1863. På mötet utsågs fem personer att bilda en kommitté som skulle undersöka möjligheterna att förverkliga Dunants idéer. Förutom Gustave Moynier och Henri Dunant bestod kommittén av general Henri Dufour samt läkarna Louis Appia och Théodore Maunoir. Deras första möte hölls den 17 februari 1863, vilket har kommit att betraktas som den dag Röda Korset grundades.
Gustave Moynier och Henri Dunant hade tidigt samarbetsproblem och var oense om organisationens visioner och planer. Gustave Moynier var den mer pragmatiske och realistiske av de två. Bland annat ansåg Gustave Moynier att det var orimligt att tro att det skulle gå att få gehör för krav på neutralitet och skydd för sjukvårdspersonal. Han bad därför Henri Dunant att inte insistera på det. Henri Dunant fortsatte ändå att föra ut dessa idéer till politiker och militära ledare. Gustave Moynier försökte därför utmanövrera Henri Dunant från organisationens ledning.
I oktober 1863 deltog fjorton stater i ett möte i Genève som organiserades av kommittén i syfte att diskutera förbättringar av vården av sårade soldater. Henri Dunant var då bara protokollförare på grund av konflikten med Gustave Moynier. Året därpå arrangerades en annan internationell konferens i samarbete med den schweiziska regeringen med delegater från sjutton nationer. Konferensen ledde till undertecknandet av den första Genèvekonventionen. Även denna gång fick Henri Dunant nöja sig med en undanskymd roll; han utsågs till ansvarig för konferensdeltagarnas logi.
Dunant argumenterade i sin skrift Les prisonniers de guerre (1869) för en mer human behandling av krigsfångar.

## Den glömda perioden
Henri Dunants affärer i Algeriet gick allt sämre, bland annat på grund av hans humanitära engagemang och kamp för sina idéer. Han var involverad i en konkurs med banken Crédit Genevois i april 1867, vilket ledde till skandal. Hans företag försattes i konkurs och han dömdes av handelsrätten för att ha försökt vilseleda konkursförvaltningen. Hans familj, och vänner till honom och familjen, som hade investerat i hans verksamhet gjorde stora förluster. Skvallret i Genève ledde till att han gradvis fasades ut från Röda kors-kommittén. Den 25 augusti 1867 avsade han sig sin post som sekreterare. Två veckor senare, den 8 september samma år, befann han sig helt utanför kommittén.
I februari 1868 avled Henri Dunants mor. Senare samma år uteslöts han från KFUM. Han lämnade Genève i mars 1867 och återvände aldrig. Gustave Moynier fortsatte motarbeta Henri Dunant och hindrade hans vänner från att hjälpa honom. Till exempel gick guldmedaljen och penningpriset "Science Morales" till kommittén istället för till Henri Dunant själv. Gustave Moynier motsatte sig Napoleon III:s erbjudande att gå i god för hälften av Henri Dunants skuld om hans vänner gick i god för resten.
Henri Dunant flyttade till Paris där han levde under fattiga förhållanden. Han fortsatte ändå arbetet för sina humanitära idéer och visioner och under fransk-tyska kriget 1870–1871 grundade han Common Relief Society, ungefär Allmänna omsorgsföreningen, och Alliance universelle de l'ordre et de la civilisation, ungefär Världsalliansen för ordning och civilisation. Han argumenterade för nedrustningsförhandlingar och för att instifta en internationell rätt som kunde medla i internationella konflikter. Senare arbetade han för ett "världsbibliotek", en idé som senare fått fäste i framtida internationella projekt som Unesco. Han talade också för att upprätta en judisk stat i Palestina.
Arbetet tog all hans uppmärksamhet i anspråk. Hans skulder växte och hans bekanta undvek honom. Han blev hedersmedlem i flera nationella Röda Kors-organisationer, till exempel i Österrike, Nederländerna, Sverige, Preussen och Spanien men glömdes i offentliga presentationer av rörelsen. Han flyttade ständigt till nya platser och mellan åren 1874 och 1886 bodde han bland annat i Stuttgart, Rom, Korfu, Basel och Karlsruhe. I Stuttgart blev han god vän med studenten Rudolf Müller som läste vid universitet i Tübingen. År 1881 var han första gången i den lilla schweiziska byn Heiden med vänner från Stuttgart.  Efter att ha bott i London 1887 där han fick medel till uppehället av avlägsna släktingar, flyttade han till Heiden för gott. Efter den 30 april 1892 bodde han på ett sjukhus och vårdhem.
I Heiden blev han bekant med den unge läraren Wilhelm Sonderegger och dennes fru, Susanna. De uppmuntrade honom att skriva ned sina livsupplevelser. Susanna Sonderegger startade en lokalförening av Röda Korset och Henri Dunant blev hedersordförande. Henri Dunants hopp om att fortsätta arbeta för sina idéer ökade med vänskapen med paret Sonderegger. Det förmörkades något av Henri Dunants orättfärdiga anklagelser att paret konspirerade med Gustave Moynier i Genève. Wilhelm Sonderegger avled 1904 och trots att vänskapen var ansträngd blev Henri Dunant djupt rörd över hans oväntade död. År 1935 publicerade paret Sondereggers son René Sonderegger en samling brev som skickats till paret från Henri Dunant.

## Nobelpriset
Georg Baumberger, som var chefredaktör för Sankt Gallens lokaltidning Die Ostschweiz, skrev en artikel om Henri Dunant med titeln Henri Dunant, Röda Korsets grundare. Artikeln publicerades i både nationell och internationell press och Henri Dunants insatser uppmärksammades åter. Det ledde till att han fick flera priser och utmärkelser, vilket förbättrade hans ekonomiska situation. Vännen från Stuttgart, Rudolf Müller, skrev en bok om Röda Korset i vilken Henri Dunants roll förtydligades. Han engagerade sig i frågor om kvinnors rättigheter, brevväxlade med Bertha von Suttner, som själv fick nobelpriset 1905, och jobbade för en separat kvinnoorganisation som han ville kalla Gröna Korset. Henri Dunant menade att det var männen som var drivande i krigen, medan kvinnor generellt sett strävade efter fred.
Efter att ha läst Müllers bok kontaktade den norske militärläkaren Hans Daae den Norska Nobelkommittén och argumenterade för att Henri Dunant borde tilldelas det första Nobelpriset för fred. Henri Dunant var ett kontroversiellt förslag, dels för att Alfred Nobel i sitt testamente föreskrivit att fredspriset skulle gå till någon som arbetat för nedrustning och dels för att det fanns röster som menade att Röda Korset och Genèvekonventionen gjort krig mer attraktivt eftersom den bidragit till att sårade och tillfångatagna soldater togs om hand bättre. Rudolf Müller föreslog att Henri Dunant skulle dela priset med den franska pacifisten Frédéric Passy. Han hade grundat den första internationella fredsorganisationen Ligue internationale de la Paix (ungefär Internationella Fredsförbundet) och var, liksom Henri Dunant, aktiv i Alliansen för ordning och civilisation. Rudolf Müller menade att det var bråttom att tilldela Henri Dunant priset, eftersom han hade blivit gammal och var vid dålig hälsa. Norska Nobelkommittén valde att följa rådet. Det första fredspriset delades mellan Henri Dunant och Frédéric Passy år 1901.
Valet av Henri Dunant innebar att kommittén tolkade Nobels testamente brett. Det har sedan dess ansetts omfatta humanitära insatser, som betraktas som en del av fredsarbetet.
För att priset inte skulle utmätas av Henri Dunants borgenärer ordnade Hans Daae så att penningsumman på 104 000 schweizerfranc sattes in på ett konto i en norsk bank. Henri Dunant bodde på sjukhemmet till sin död och blev aldrig skuldfri. Mot slutet av sitt liv plågades han av depression och paranoia vilket vissa menade berodde på hans skulder och ovänskapen med Moynier. Han försonades aldrig med Moynier som han överlevde med ett par månader när han dog den 30 oktober 1910. Han testamenterade bort det mesta av vad han ägde. En del av hans kvarlåtenskap gick till att betala skulder, men räckte inte till för att täcka dem fullt ut. Trots det fick sjukhemmet i Heiden en donation som räckte till att betala för inackordering av ett antal mindre bemedlade personer.
Sjukhemmet i Heiden är idag ett museum över Henri Dunant. Han har också fått ge namn åt Henry Dunant-medaljen som delas ut av Röda Korset vartannat år och är organisationens mest prestigefyllda utmärkelse. Henri Dunants födelsedag, den 8 maj, firas som Röda Kors-dagen.

## Utmärkelser
Asteroiden 1962 Dunant är uppkallad efter honom.